# Барбір Людмила Григорівна
Людмила Григорівна Барбір (нар. 30 листопада 1982, с.Чорногузи, Україна) — українська телеведуча та акторка. Ведуча ранкового проєкту «Сніданок з 1+1» на телеканалі 1+1 Україна. Менторка, викладачка курсів у 1+1 media school. Амбасадорка великих соціальних програм від МОМ, ООН Жінки, Євроделегації.
Разом з Русланом Сенічкіним встановила рекорд українського ТБ — «Найтриваліший термін роботи пари ведучих ранкового розважального шоу». Рекорд зафіксували у Національному реєстрі рекордів України.
Перша в Україні телезірка, яка захистила чорний пояс з японського бойового мистецтва айкі-дзюцу.

## Життєпис
Народилася 30 листопада 1982 року в селі Чорногузи, Вижницького району, Чернівецької області України. Мати — вчителька. Має молодшу сестру Ганну.
У 2004 році закінчила Київський національний університет театру, кіно і телебачення імені Карпенка-Карого за фахом «акторка театру і кіно». Працювала у таких театрах, як «Рампа», «Браво», «Театр перевтілення» тощо.
З 2006 року знімалась в серіалах і художніх фільмах. Короткометражний фільм «У всьому винен сценарист», де зіграла головну роль, разом з Остапом Ступкою, взяв участь у програмі  Short film Corner на Міжнародному кінофестивалі у Каннах у 2015 році.
З 2007 року починає зніматися в рекламі. Всього на її рахунку понад 20 робіт у цьому жанрі для центральних каналів українського телебачення.
З 14 лютого 2011 по 2012 рік вела шоу «Теорія зради» з Андрієм Мерзлікіним на телеканалі ТЕТ. Виконувала роль психологині для заспокоювання клієнтів, що вийшли з рівноваги.
З 19 серпня 2013 року в парі з Русланом Сенічкіним веде ранкове шоу «Сніданок з 1+1» на телеканалі 1+1. Ведучою «Сніданку» стала за результатами глядацького голосування.
Вміє змінювати голоси, співає. За плечима Людмили Барбір понад 30 робіт з дубляжу мультиплікації та кіно: в Україні її голосом розмовляють героїні блокбастерів «Аватар», «Росомаха», «Місія нездійсненна», «Пірати карибського моря: На краю світу», «Джанго-вільний», «Аладдін», «Відважна», а також її голосом говорить героїня мультфільму «Родина Адамс» Мортіша.
У 2018 році долучилася до благодійного фотопроєкту «Щирі. Свята», присвяченого українському народному костюму та його популяризації. Проєкт було реалізовано зусиллями ТЦ «Домосфера», комунікаційної агенції Gres Todorchuk та Національного центру народної культури «Музей Івана Гончара». Увесь прибуток, отриманий від продажу виданих календарів, передано на реконструкцію музею. Кожен місяць у календарі присвячено одному з традиційних українських свят, на яке вказують атрибути та елементи вбрання.
У 2019 році брала участь у шоу «Танці з зірками». Покинула шоу у дев'ятому випуску.
Лекторка 1+1 Media School, де навчає студентів телевізійній майстерності та техніці мови.
Одружена, виховує сина Тараса (нар. 2012). Займається айкідо та айкідзю-дзюцу. Захопилася бойовими мистецтвами після нападу грабіжника.
З колегами підтримує благодійні справи та ініціативи.

## Фільмографія
- 2007 — «Колишня»
- 2008 — «Рідні люди»
- 2010 — «Віра, надія, любов»
- 2012 — «Жіночий лікар» — Софія Некрасова
- 2012 — «Історії графомана» — Поліна
- 2013 — «1+1 удома» — Світлана Скалкіна, мама Міші
- 2013 — «Білет на двох» — Ірина Каримівна, старша медсестра
- 2013—2014 — «Великі почуття»
- 2014 — «1+1 удома: 8 березня» — Світлана Скалкіна, мама Міші
- 2017 — «Ментівські війни» — Марина, головна роль

## Дублювання

### Українською мовою
- «Наші пані у Варшаві» — Оля (дубляж, Студія 1+1)
- «Пірати карибського моря: На краю світу» — (дубляж, Невафільм Україна)
- «Аватар» — (дубляж, Невафільм Україна)
- «Зубна фея» — (дубляж, Невафільм Україна)
- «Корпорація монстрів» — (дубляж, AdiozProduction Studio)
- «Родина Адамсів» — (дубляж, Le Doyen)
- «Рейс» — (дубляж, Le Doyen)
- «Аладдін» — (дубляж, Le Doyen)
- «Відважна» — (дубляж, Le Doyen)
- «Мегамозок» — (дубляж, Le Doyen)
- «Кіт у чоботях» — (дубляж, Le Doyen)
- «Принцеса і жаба» — (дубляж, Le Doyen)
- «Думками навиворіт» — (дубляж, Le Doyen)
- «Добрий динозавр» — (дубляж, Le Doyen)
- «Крижане серце» — (дубляж, Le Doyen)
- «Вартові легенд» — (дубляж, Le Doyen)
- «Літачки» (2 частини) — (дубляж, Le Doyen)
- «Оз: Великий та могутній» — (дубляж, Le Doyen)
- «Цирк дю Солей: Казковий світ» — (дубляж, Le Doyen)
- «Паранормальне явище: Фатальна мітка» — (дубляж, Le Doyen)
- «Губка Боб: Життя на суші» — (дубляж, Le Doyen)
- «Стартрек: Відплата» — (дубляж, Le Doyen)
- «Всесвітня війна Z» — (дубляж, Le Doyen)
- «Самотній рейнджер» — (дубляж, Le Doyen)
- «Гра на пониження» — (дубляж, Le Doyen)
- «Іван Сила» — (дубляж, Le Doyen)
- «Росомаха» — (дубляж, Постмодерн)
- «Шрек назавжди» — (дубляж, Постмодерн)
- «Місія нездійсненна» — (дубляж, Так Треба Продакшн)[13]

### Російською мовою
- «Час пригод» — (російський дубляж, Постмодерн)